# La Jaiba
La Jaiba è un distretto municipale della Repubblica Dominicana, situato nel comune di Villa Isabela, nella provincia di Puerto Plata, .